# Yoruba Pinto
Yoruba Pinto, né le 20 mai 1985 à Luanda en Angola, est un footballeur international santoméen d'origine angolaise. Il évolue au poste d'attaquant.

## Biographie
Yoruba Pinto naît dans la capitale de l'Angola d'une mère angolaise et d'un père santoméen. Il grandit au Portugal jusqu'à l'âge de trois ans.

### En club
Pinto débute avec les jeunes du Futebol Clube Barreirense puis déménage pour le Seixal Futebol Clube, où il marque 19 buts lors de la saison 2003-2004. 
Il débute alors pour un parcours professionnel et commence à jouer pour l'Atlético Clube de Arrentela (en), avant de revenir l'année suivante au Seixal Futebol Clube. Il navigue ensuite entre plusieurs clubs, avant de réaliser la meilleure saison de sa carrière en 2013-2014, marquant neuf buts en vingt-trois matches pour le Sport União Sintrense. Il participe alors à la troisième division portugaise. 
Il intègre trois clubs durant l'année de 2014, puis temporairement l'Almada Atlético Clube (pt). Depuis le début de la saison 2010-2011, Yoruba est apparu dans 124 matchs, et a marqué 27 buts.

### En équipe nationale
Il reçoit sa première sélection avec l'équipe de Sao Tomé-et-Principe le 11 octobre 2015, contre l'Éthiopie (défaite 0-3). Il s'agit d'une rencontre rentrant dans le cadre des éliminatoires de la Coupe du monde de football 2018. Remplaçant, il entre en jeu à la 76e minute.